# Нитро (Западна Вирџинија)
Нитро (енгл. Nitro) град је у америчкој савезној држави Западна Вирџинија.

## Демографија
По попису из 2010. године број становника је 7.178, што је 354 (5,2%) становника више него 2000. године.
| Група             | 2000.         | 2010.         |
| Белци             | 6.581 (96,4%) | 6.729 (93,7%) |
| Афроамериканци    | 111 (1,6%)    | 166 (2,3%)    |
| Азијати           | 17 (0,2%)     | 42 (0,6%)     |
| Хиспаноамериканци | 37 (0,5%)     | 114 (1,6%)    |
| Укупно            | 6.824         | 7.178         |